# Тюшевка
Тю́шевка — село Кузьмино-Отвержского сельсовета Липецкого района Липецкой области.
Село стоит на левом берегу реки Кузьминки. Здесь на ней образован продолговатый пруд.
Тюшевка известна как село с 1793 года. Вероятно, оно появилось в первой половине XVIII века или даже раньше. Нынешняя Введенская церковь в Тюшевке была построена в 1827 году (). В 1820-х годах в селе был построен старейший в Тамбовской губернии сахарный завод, который принадлежал Давыдовой.
Происхождение названия неясно (у В. А. Прохорова этимологии нет).
Селение соединено автодорогой с центром поселения селом Кузьминские Отвержки (11 км), а также соседним селом Студёные Выселки (8 км). Кроме того, есть шоссе в сторону Сухой Лубны (14 км) и Трубетчина (20 км).
В засушливом 1925 году из села Казинка стали переселяться семьи. Самая большая группа — около ста семей — отправилась в Тюшевку. Тут они создали посёлок Приме́рный .
Население на 2022 год составляет 687 человек.

## Население
| 2010 | 2012 |
| ---- | ---- |
| 632  | ↗718 |

## Известные уроженцы
В Тюшевке родился живописец Иван Васильев (1937—1999).